# Герцберг, Николай Карлович
Николай Карлович Герцберг (нем. Nikolas Hercberg, латыш. Nikolajs Hercbergs; 7 июля 1882, Митава — 1957, Рига) — латвийский и советский архитектор и инженер. Из балтийско-немецкой семьи. Работал в стиле модерн. Известен как автор более 2000 фотографий, запечатлевших архитектуру Риги не только на центральных улицах, но и в предместьях, первый мастер городской фотографии в Латвии.

## Биография

Паспорт Н. Герцберга, выданный в 1938 году. Латвийский госархив.

Родился в столице Курляндской губернии Митаве 7 июля 1882 года в православной балтийско-немецкой семье.
Профессию архитектора Николай получил в Высшей школе Штутгарта (с 1901 по 1902 год, с перерывом до 1905 года) и на строительном отделении Рижского политехнического института, который окончил c отличием в 1909 году.
До 1910 года практиковался в строительном бюро архитектора Эрнеста Поле, одного из столпов латышского национального романтизма, построившего в Риге около 40 многоэтажных капитальных зданий. Об архитектурном творчестве того времени художник Янис Розенталь писал: «…архитекторы стремятся к достижению впечатления мощных, динамических ансамблей и гораздо меньше к симметрии… Башни, эркеры и лоджии вводятся с целью оживления фасада. Стены, напротив, оставляют гладкими, без всяких профилей и орнаментов. Последние используются крайне скупо или концентрируются в таком месте, где они обретают смысл и значение… Взято за правило стремиться к их самостоятельной художественной ценности и оригинальности».
В 1911 году Герцберг начал проектировать здания самостоятельно, в основном доходные дома с магазинами в Риге: город стремительно рос и спрос на квартиры и торговые площади вместе с ним.
В 1915 году Николай Карлович был эвакуирован в Россию вместе с работниками завода «Фельзер».
После Гражданской войны вернулся на родину, в созданную в 1918 году Латвийскую республику. Количество жителей Риги, до войны крупнейшего промышленного центра Российской империи, в 1920 году упало с 520 тысяч до 185 тысяч, и до 1940 года не превысило 400 тысяч. На фотографиях Герцберга видны опустевшие, местами заброшенные рижские предместья.
В начале 1920-х годов Герцберг открыл собственное бюро вместе с коллегой Максом Озмидовым (Max von Osmidoff). После Великой депрессии в мировой экономике, когда строительство в стране почти прекратилось, работал оценщиком недвижимости для страховых компаний и банков, принимавших её в залог.
Во время репатриации балтийских немцев Герцберг остался в Риге, пережил Великую Отечественную войну и после неё его пригласили работать по специальности, консультантом в Главное архитектурно-планировочное управление Риги, а затем в Отдел строительства и архитектуры исполнительного комитета Рижского городского совета депутатов трудящихся, где и сохранился его внушительный архив.

## Профессиональная карьера

Диплом Н. К. Герцберга об окончании Рижского политехнического института, 1909.

За время работы Герцберг спроектировал около 15 зданий в стиле функционализма, запечатлев их для истории на фотографиях. Это здания в центре на ул. Гертрудес, 16, Акменю, 15, Шкюню, 15, дом Пайнберга в Риге на ул. Приежу 2, вилла «Васа» в Межапарке (Эзермалас, 34).

### Объекты[3]

#### 1911 год
- Улица Гертрудес, 16. Доходный дом с магазином. В его архитектуре сочетаются неоклассицизм и модерн.

#### 1912 год
- Ул. Дзирнаву, 63. Доходный дом с магазинами. Доминируют вертикальные формы, промежутки между окнами заполнены декоративными рельефами с геометрическим или растительным орнаментом.
- Ул. Симаня, 7/9. Доходный дом. Также выполнен в стиле вертикализма.

#### 1913 год
- Ул. Акменю, 15. Доходный дом с магазинами. Также выполнен в стиле вертикализма.
- Улица Приежу, 2. Доходный дом Пайнберга с магазином. Также выполнен в стиле вертикализма.

## Коллекция фотографий
Коллекция фотографий Николая Герцберга была передана в Латвийский государственный архив кинофотодокументов 5 февраля 1963 года из Отдела строительства и архитектуры исполнительного комитета Рижского городского совета депутатов трудящихся. В 257 ящиках документов находилось более 2160 фотографий, большинство которых представляли собой негативы на стекле, с которых по сей день можно получить оттиски, удивляющий детализацией и качеством.
На снимках запечатлены рижские улицы и промышленные районы, фабрики Vairogs, Emolips, «Проводник», фабрики Левитана и Вольфа Вольфсона, застройка и интерьеры, доходные дома и дачи в Цесисе, Двинске, Юрмале, Огре, начиная с 1926 до 1940 года.
Множество фотографий Герцберга были включены в альбом Soon («Drīz»), вышедший в издательстве RIBOCA (Riga International Biennial of Contemporary Art) на латышском, русском и английском языках, и снабжены современными фотографиями Петериса Виксны, иллюстрациями Оскара Павловскиса, эссе Вента Винберга. Художником книги стал Алексей Мурашко, который оцифровал многие архивные снимки Герцберга. Книга была представлена на Рижской книжной выставке 28 февраля — 1 марта 2020 года.
«Стоит испытать необычные чувства, глядя на город из сегодняшней метрополии с её красками, брандмауэрами, рекламой, когда в центре города на ул. Гертрудес с каменными многоэтажными зданиями соседствовали одноэтажные деревянные домики с цветочными клумбами и курами, — говорит редактор проекта, исследователь архитектуры Иева Лаубе. — Исторические фотографии города, который ушел в прошлое, вызывают ностальгию, но мы стремились соединить старые фото с современностью, чтобы люди бросили на неё придирчивый взгляд и задумались».